# Comté de Georgetown
Le comté de Georgetown est l’un des 46 comtés de l’État de Caroline du Sud, aux États-Unis. Il a été fondé en 1769. Son siège est la ville de Georgetown. Selon le recensement de 2010, la population du comté est de 60 158 habitants.

## Géographie
Le comté a une superficie de 2 681 km², dont 2 110 km² de terre ferme. 

## Démographie
| 1790   | 1800   | 1810   | 1820   | 1830   | 1840   |
| ------ | ------ | ------ | ------ | ------ | ------ |
| 22 122 | 22 938 | 15 679 | 17 603 | 19 943 | 18 274 |

| 1850   | 1860   | 1870   | 1880   | 1890   | 1900   |
| ------ | ------ | ------ | ------ | ------ | ------ |
| 20 647 | 21 305 | 16 161 | 19 613 | 20 857 | 22 846 |

| 1910   | 1920   | 1930   | 1940   | 1950   | 1960   |
| ------ | ------ | ------ | ------ | ------ | ------ |
| 22 270 | 21 716 | 21 738 | 26 352 | 31 762 | 34 798 |

| 1970   | 1980   | 1990   | 2000   | 2010   | - |
| ------ | ------ | ------ | ------ | ------ | - |
| 33 500 | 42 461 | 46 302 | 55 797 | 60 158 | - |

## Villes

### Incorporé
- Andrews
- Georgetown
- Murrells Inlet
- Pawleys Island

### Non-incorporé
- DeBordieu
- Litchfield Beach
- North Santee
- Plantersville
- Sandy Island
- Yauhannah